# Cremastus albertensis
Cremastus albertensis är en stekelart som beskrevs av Dasch 1979. Cremastus albertensis ingår i släktet Cremastus och familjen brokparasitsteklar. Inga underarter finns listade i Catalogue of Life.